# Savage (Familienname)
Savage ist ein von einem Spitznamen abgeleiteter englischer Familienname ursprünglich lateinischer Herkunft mit der Bedeutung „wild, ungehobelt, ungezähmt“.

## Namensträger
- Abdou Kareem Savage († 2015), gambischer Richter und Chief Justice of the Gambia
- Abigail Savage (* 1984), US-amerikanische Schauspielerin und Sounddesignerin
- Adam Savage (* 1967), US-amerikanischer Fernsehmoderator
- Agnes Yewande Savage (1906–1964), britisch-nigerianische Ärztin
- Alfred Savage (1903–1980), britischer Kolonialgouverneur
- Andre Savage (* 1975), kanadischer Eishockeyspieler
- Andrea Savage (* 1973), US-amerikanische Schauspielerin
- Angie Savage (* 1981), US-amerikanische Pornodarstellerin
- Ann Savage (1921–2008), US-amerikanische Filmschauspielerin
- Anne Savage (1896–1971), kanadische Malerin und Kunstpädagogin
- Archie Savage (1914–2003), US-amerikanischer Tänzer und Schauspieler
- Arnold Henry Savage Landor (1867–1924), britischer Maler und Reiseschriftsteller
- Arthur Savage (1850–1905), englischer Fußballspieler
- Augusta Savage (1892–1962), US-amerikanische Bildhauerin
- Bas Savage (* 1982), englischer Fußballspieler
- Ben Savage (* 1980), US-amerikanischer Schauspieler
- Brian Savage (* 1971), kanadischer Eishockeyspieler
- Bridget Savage Cole, US-amerikanische Filmregisseurin und Drehbuchautorin
- Bruce Savage (* 1970), US-amerikanischer Fußballspieler
- Charles R. Savage (1906–1976), US-amerikanischer Politiker
- Conway Savage (1960–2018), australischer Musiker, siehe Nick Cave and the Bad Seeds
- Dan Savage (* 1964), US-amerikanischer Journalist und Autor
- Darnell Savage (* 1997), US-amerikanischer Footballspieler
- Dave Savage (* 1973), irischer Fußballspieler
- Demba Savage (* 1988), gambischer Fußballspieler
- Donald E. Savage (1917–1999), US-amerikanischer Paläontologe
- Edward Savage (1761–1817), amerikanischer Maler
- Elizabeth Savage (1918–1989), US-amerikanische Schriftstellerin
- Ezra P. Savage (1842–1920), US-amerikanischer Politiker
- Fred Savage (* 1976), US-amerikanischer Schauspieler
- George Slocum Folger Savage (1817–1915), US-amerikanischer kongregationalistischer Geistlicher
- Gus Savage (1925–2015), US-amerikanischer Politiker
- Henry Savage (1737–1823), britischer Admiral
- Herschel Savage (1952–2023), US-amerikanischer Pornodarsteller
- Jane Savage († 1824), englische Cembalistin und Komponistin
- Jay Mathers Savage (* 1928), US-amerikanischer Herpetologe
- Joel Savage (* 1969), kanadischer Eishockeyspieler
- John Savage (Politiker, 1779) (1779–1863), US-amerikanischer Jurist und Politiker (New York)
- John Savage (Politiker, 1932) (1932–2003), kanadischer Politiker (Nova Scotia)
- John Savage (Schauspieler) (* 1949), US-amerikanischer Schauspieler
- John Savage (Schriftsteller), US-amerikanischer Autor von BDSM-Romanen
- John Houston Savage (1815–1904), US-amerikanischer Politiker
- John S. Savage (1841–1884), US-amerikanischer Politiker
- Jon Savage (eigentlich Jonathon Sage, * 1953), britischer Rock-Musikjournalist und Publizist
- Justin Savage (* 1995), australischer E-Sportler
- Kaboni Savage (* 1975), US-amerikanischer Drogendealer, Anführer einer Drogenbande und verurteilter Mörder
- Keith Savage (* 1940), englischer Rugby-Union-Spieler
- Leonard J. Savage (1917–1971), US-amerikanischer Mathematiker
- Leslie Savage (1897–1979), britischer Schwimmer
- Lisha Savage (* 1986), deutsche Webvideoproduzentin, Influencerin, Autorin und Reality-TV-Teilnehmerin mit türkisch-portugiesischen Wurzeln
- Matt Savage (* 1992), US-amerikanischer autistischer Musiker und Savant
- Michael Savage (* 1942), US-amerikanischer Radiomoderator und politischer Autor
- Michael Joseph Savage (1872–1940), neuseeländischer Politiker
- Mike Savage (* 1959), britischer Soziologe
- Minot Judson Savage (1841–1918), US-amerikanischer unitarischer Theologe und Schriftsteller
- Norman Savage (1930–1973), britischer Filmeditor
- Paul Savage (* 1947), kanadischer Curler
- Randy Savage (Randy Poffo; 1952–2011), US-amerikanischer Wrestler
- Richard Savage (Dichter) (1697–1743), englischer Dichter
- Richard Savage, 4. Earl Rivers († 1712), englischer Peer und Militär
- Richard Savage (Journalist) (1828–1865), US-amerikanischer Journalist
- Richard Savage (Rick Savage; * 1960), britischer Musiker, Mitglied von Def Leppard
- Richard Henry Savage (1846–1903), US-amerikanischer Offizier und Schriftsteller
- Robbie Savage (* 1974), walisischer Fußballspieler
- Roger Savage, Tontechniker
- Sam Savage (1940–2019), US-amerikanischer Schriftsteller
- Stefan Savage (* 1969), US-amerikanischer Informatiker
- Stephanie Savage (* 1969), kanadische Produzentin und Drehbuchautorin
- Steve Savage (* 1948), US-amerikanischer Leichtathlet
- Susan Savage, US-amerikanische Schauspielerin
- Swede Savage (1946–1973), US-amerikanischer Automobilrennfahrer
- Ted Savage (Leichtathlet) (1887–1920), kanadischer Hürdenläufer
- Ted Savage (Fußballspieler) (1911–1964), englischer Fußballspieler und -trainer
- Ted Savage (Baseballspieler) (* 1936), US-amerikanischer Baseballspieler
- Thomas Savage (1915–2003), US-amerikanischer Schriftsteller
- Thomas Staughton Savage (1804–1880), US-amerikanischer Zoologe
- Tiwa Savage (* 1980), nigerianische AfroPop-Sängerin
- Tracie Savage (* 1962), US-amerikanische Schauspielerin, Journalistin sowie Nachrichtensprecherin
- Walter Savage Landor (1775–1864), britischer Schriftsteller
- William Savage (1720–1789), englischer Organist, Komponist und Sänger